# Даніел Велес
Даніел Велес (9 грудня 1983) — пуерториканський плавець.
Учасник Олімпійських Ігор 2008 року, де в попередніх запливах на дистанції 100 метрів брасом посів 33-тє місце і не потрапив до півфіналів.